# Gharb Kurdufan
Gharb Kurdufan (arabisch غرب كردفان Gharb Kurdufan, DMG Ġarb Kurdufān, deutsch: West-Kurdufan oder Westkordofan) ist ein Bundesstaat im Sudan.
Er hat eine Fläche von 111.373 km² und rund 1,76 Millionen Einwohner (Stand 2018). Seine Hauptstadt ist al-Fula. Die Bevölkerung des Gebietes gehört hauptsächlich den arabischsprachigen Volksgruppen der Misseriya-Baggara (im Süden) und der Hamar (im Norden) an.

## Geschichte
Der Bundesstaat entstand bei der Neuordnung der Verwaltungsgliederung des Sudan am 14. Februar 1994, indem der Bundesstaat Kurdufan in die drei neuen Bundesstaaten Dschanub Kurdufan, Schamal Kurdufan und Gharb Kurdufan geteilt wurde. Infolge des Friedensabkommens von 2005, das den Bürgerkrieg beendete, wurde der Bundesstaat – der auch das zwischen Nord- und Südsudan umstrittene Abyei-Gebiet umfasste – aufgelöst. Sein Gebiet wurde zwischen Schamal Kurdufan und Dschanub Kurdufan aufgeteilt. 2013 wurde Gharb Kurdufan wiedererrichtet.

## Städte
Wichtige Städte sind:
- al-Fula
- an-Nahud
- Babanusa
- Heglig
- Muglad

Das Gebiet Abyei, das zwischen Sudan und Südsudan umstritten ist, liegt nach sudanesischer Auffassung in Gharb Kurdufan.